# Походження (роман)
«Походження» (англ. Provenance) — науково-фантастичний роман американської письменниці Енн Лекі, вперше надрукований 2017 року видавництвом Orbit Books. Хоча події роману розгортаються в тому ж всесвіті, що й її «Допоміжний елемент Справедливості» 2013 року та його продовжують, «Походження» само по собі не є його продовженням.

## Сюжет
Коли Інґрей Огскольд платить за те, щоб засудженого злочинця звільнили з в'язниці в рамках складної змови, пов'язаної з підробками та викраденими старожитностями, вона швидко опиняється втягненою в набагато серйознішу змову, пов'язану з убивством і розлюченими прибульцями.

## Зв'язок з іншими романами
На початку розповіді є згадка про угоду, укладену наприкінці «Допоміжного елементу милосердя», між нещодавно незалежними ШІ та таємничою інопланетною цивілізацією Прегерів. Головний герой Радчаай також відіграє певну роль.

## Відгуки
Kirkus Reviews оцінив книгу як «більше любові до Лекі» та описав її тему як «те, що прив'язує дітей до їхніх сімей», водночас зазначив, що назва «Походження» має багато значень — не лише походження старожитностей, а й питання «звідки люди походять і як це зробило їх тими, ким вони є». Publishers Weekly відзначав його «чарівність і дотепність», але критикував його за те, що він не «повноцінно має(в) ту глибину та насиченість, яку могли б очікувати шанувальники Лекі».
На сторінках The Guardian Адам Робертс назвав роман «складним, хоча [й з] лінійним і досить поверховим, сюжетом», а Інгрей була «приємною героїнею, але не дуже видатною», під час роботи на National Public Radio Женев'єв Валентайн описала сюжет як затишну таємницю, яка «робить (…) відповідним доповненням до допоміжного світу» (одночасно визнаючи, що персонажі «Походження» «не володіють безпосередньою силою Брека», головного героя роману «Допоміжні елементи»).
Джеймс Ніколл зауважив, що сюжет значною мірою ґрунтується на «вимаганні переваги на наступних виборах», і порівняв його з роботами Керолайн Черрі (щоправда, з «прозорішою» прозою та головним героєм, який «не був хронічно недосипаючим»), і правильно передбачив, що він стане номінантом на премію Г'юго за найкращий роман 2018 року.